# Plateau du Serpent
Le plateau du Serpent est un quartier historique de la capitale djiboutienne. C'est le quartier le plus à l'Est de la presqu'île du port de Djibouti. Il est entouré des quartiers Plateau du marabout (au Nord et à l'Ouest) et de La Plaine (au Sud). La mer (océan Indien) couvre son flanc Est. Topographiquement, il est caractérisé par une plaine côtière surélevée d'environ 1 km2.

## Présentation
Le quartier du plateau du Serpent est le quartier historique des ambassades ; il accueille les ambassades de France, des États-Unis d'Amérique, de Russie, d'Éthiopie, du Yémen, de Somalie, du Qatar et un bureau de représentation de la Somaliland. 
Un important projet de développement immobilier y a été inauguré en 2015. À la demande du chef de l’État, la société immobilière de Djibouti (SID) a procédé à la démolition des immeubles et autres villas qui avaient été construits sur un site en face de Peltier au début du XXe siècle. Tout a été rasé et la SID est devenue propriétaire d’un terrain de près de 7000 m² ainsi récupéré. La SID a érigé en lieu et place des vieilles villas de style colonial des résidences modernes. Le projet a été mené à bien avec un financement de la banque malaisienne ICB. Le complexe résidentiel construit par la SID a été baptisé « Le Francolin », du nom de l'emblématique animal endémique à Djibouti. 
On y trouve également l'ancienne gare de Djibouti, sur l'avenue Franchet d'Esperey. Achevée en 1900, la gare de Djibouti se composait de deux pavillons qui servent de cadre au bâtiment central. A l’étage du bâtiment central se trouvent les appartements du directeur du CFE et du chef de gare. De part et d’autre de la gare se trouvent deux bâtiments administratifs.
Le plateau du Serpent abrite également l'hôtel de luxe Sheraton, en bord de mer.